# Нуль три
«Нуль три» — радянський чорно-білий драматичний фільм, знятий в 1964 році режисером Ігорем Єльцовим за сценарієм Нори Адамян і Якова Волчека. Прем'єра фільму відбулася 7 січня 1965 року в Талліні і 26 травня 1965 року в Москві.

## Сюжет
Фільм оповідає про будні служби швидкої медичної допомоги та про історію взаємин двох лікарів швидкої допомоги.

## У ролях
- Нінель Мишкова — Ольга, лікар
- Іван Дмитрієв —  Олександр Теннов, лікар
- Тетяна Пельтцер —  Каррінг, лікар
- Леонард Борисевич —  Пеетер, сусід Ольги
- Євген Тетерін —  Самойлов, лікар
- Олексій Кожевников —  Роберт, санітар
- Володимир Ферапонтов —  Сьома, санітар
- Валерій Зубарєв —  Андрес, син Олександра Теннова
- Віталій Чуркін —  Еді, син Ольги
- Світлана Коновалова — епізод
- Олена Максимова — епізод
- А. Кауге — епізод
- Лучіана Бабічкова — епізод
- Роман Філіппов — епізод
- Марія Самойлова — епізод
- Людмила Шувалова — епізод
- Олег Бєлов — епізод
- Мікаела Дроздовська — епізод
- Степан Крилов — епізод
- Долорес Столбова — епізод
- Борис Павлов-Сильванський — епізод
- Людмила Глазова — епізод
- Олеся Іванова — епізод
- Володимир Козейкін — епізод
- Микола Кузьмін — епізод
- Валентин Архипенко — епізод
- Сергій Поначевний — епізод
- Володимир Смирнов — епізод
- Михайло Дубрава — епізод
- Ольга Громова — епізод
- Віктор Молчанов — епізод
- Віра Федорова-Сіріна — епізод

## Знімальна група
- Сценаристи:  Нора Адамян,  Яків Волчек
- Режисер-постановник: Ігор Єльцов
- Другий режисер: М. Кресс
- Асистенти режисера: М. Яаксон, Р. Коппельман
- Головний оператор: Зігурд Вітолс
- Оператор: Т. Таумі
- Асистенти оператора: А. Ельяс, І. Ветс
- Монтаж:  Володимир Парвель
- Художник-постановник: Халья Клаар
- Художник по костюмах: Х. Круузі
- Художник-гример: Е. Каллік
- Асистенти художника по монтажу: Л. Верник, В. Сірель
- Редактор: Г. Скульський
- Консультант: М. Ханг
- Композитор: Ян Ряетс
- Звукооператор: Р. Шенберг
- Камерний ансамбль під керівництвом  Ері Клас
- Директор фільму: К. Муст